# 6127 Hetherington
6127 Hetherington este un asteroid din centura principală de asteroizi.

## Descriere
6127 Hetherington este un asteroid din centura principală de asteroizi. A fost descoperit pe 25 aprilie 1989 la Observatorul Palomar de Eleanor Francis Helin. Asteroidul prezintă o orbită caracterizată de o semiaxă mare de 2,60 ua, o excentricitate de 0,15 și o înclinație de 13,8° în raport cu ecliptica.